# テクニカル

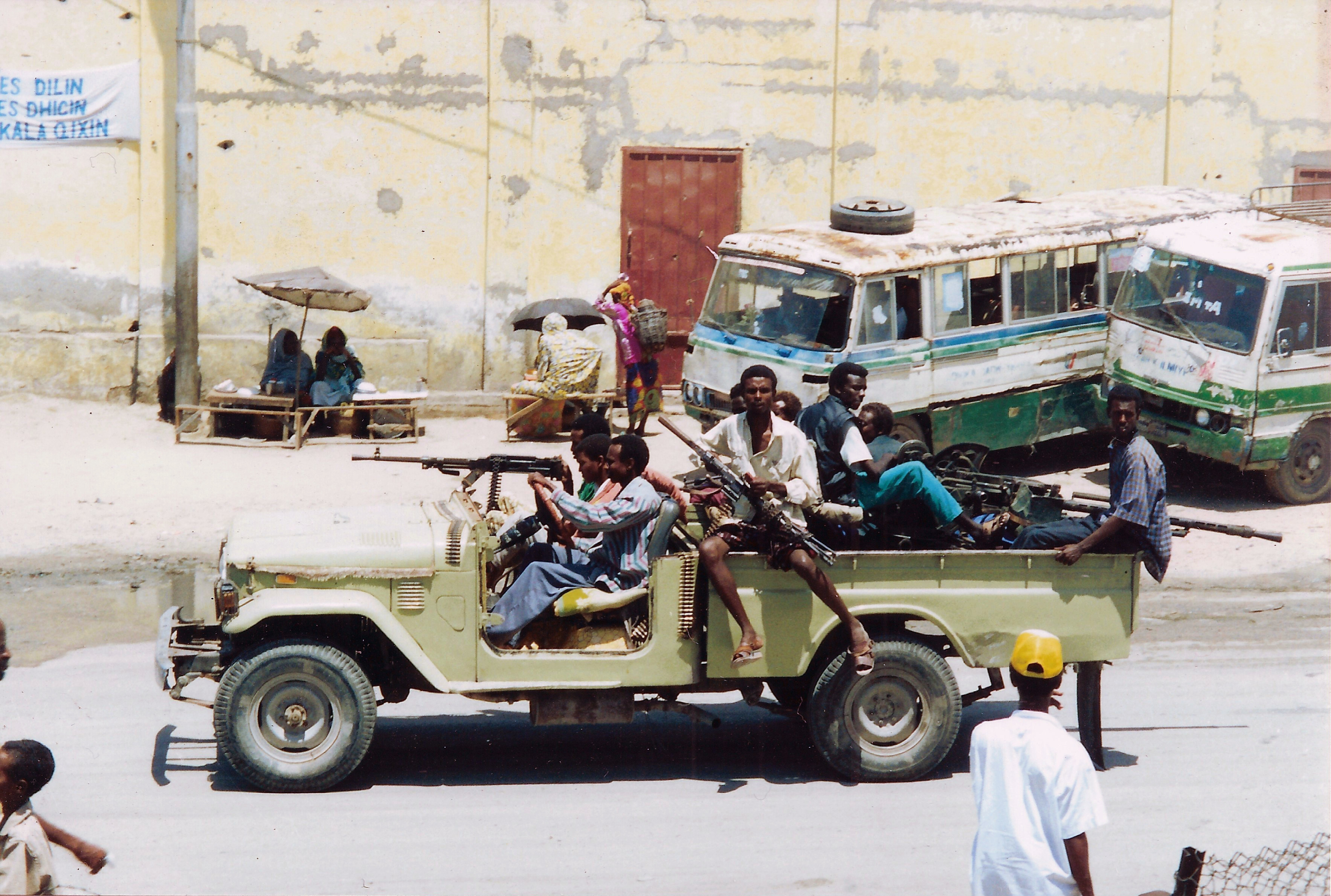
ソマリアでのテクニカル
車体後部にZPU-1、助手席前にSG-43を装備している。車両はトヨタ・ランドクルーザー40系

テクニカル（Technical）は、民生用ピックアップトラックなどの車体ないし荷台に銃砲を据え付け、車上戦闘を可能にした即製戦闘車両のことを指す。一般に装甲を施さない。
この種の武装車両を「テクニカル」と呼ぶ語源は、ソマリアを発祥とする。民間の警護要員を連れていくことを拒否された非政府組織が、人員保護のため「技術支援助成金（technical assistance grants）」を使ってその地域の民兵をガードマンとして雇った。転じて、それが武装した人々を乗せる車両の呼び名となった。テクニカル、またはバトルワゴン（battlewagons）、ガンワゴン（gunwagons）、ガンシップ（gunships）などの名称で知られる。

## 概要

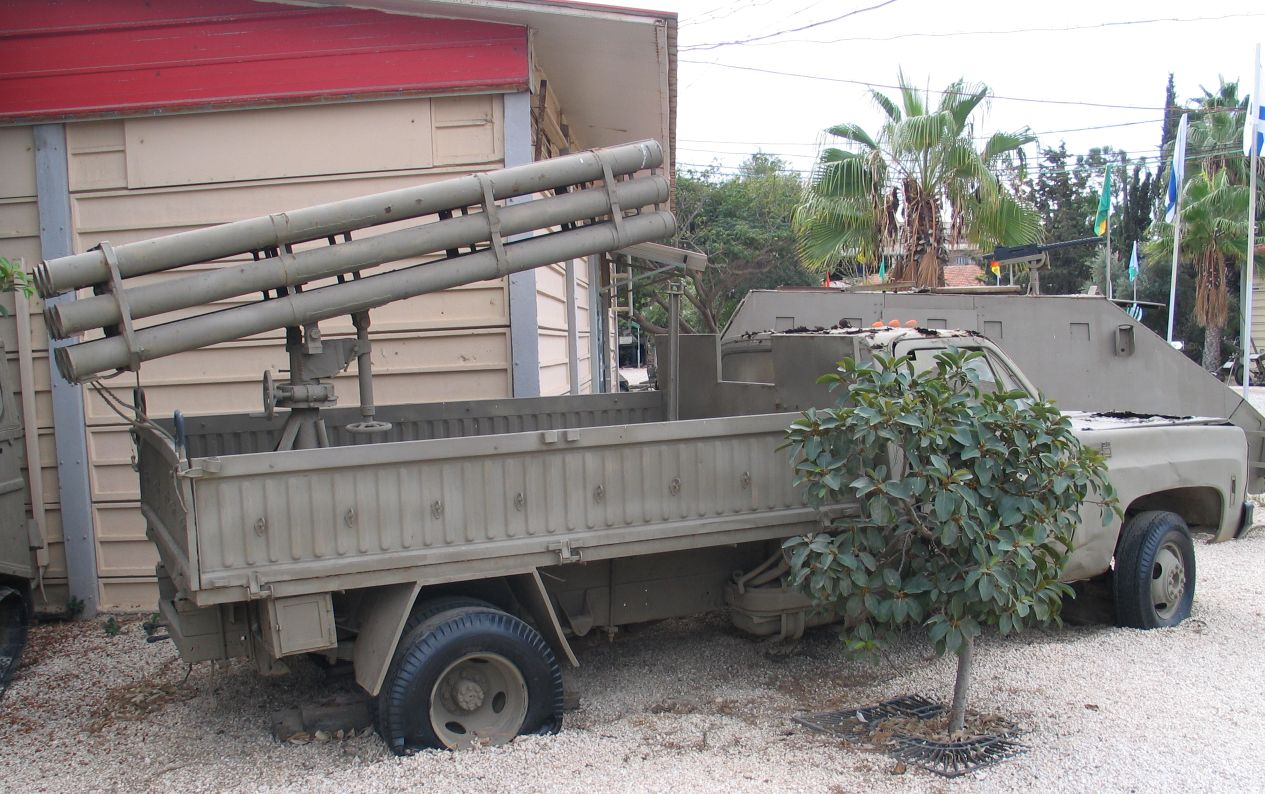
BM-21用122 mm ロケット弾9連装発射器を搭載したテクニカル
イスラエルの軍事博物館に展示されている車両（レバノンで鹵獲されたものと推定）。車両は三代目 GMC C/K。

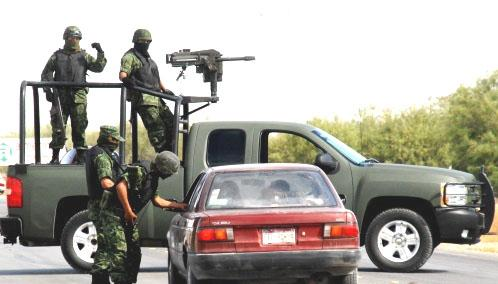
メキシコ軍が麻薬取締のために設置したランダム・チェックポイントで警戒に当たるテクニカル
荷台には兵員の転落防止用バーが設置され、バーを介してMk19 自動擲弾銃を装備している。
車両はシボレー・シルバラードのメキシコ向けであるシャイアン。

民間の軽車両（特にピックアップトラック）の荷台に、重機関銃や無反動砲などの重火器を搭載した火力支援車両。ガントラックなどと同様、急造兵器の類であり、途上国の軍隊や武装集団が運用している。正規の軍用車両に比べて運用制限が大きく、正規戦（機甲戦）では劣る。しかし、貧困な紛争地域では強力な火力支援車両であり、また自動車の性能向上で信頼性やペイロードが向上しており、極めて安価に製造できることから、多用される。紛争では趨勢を決める存在になることすらある。
一般にテクニカルの車体に装甲戦闘車両のような装甲は無く攻撃に対して脆弱である。また荷台の銃座に座る銃手は生身で身をさらして射撃する必要があるため、攻撃にたいして防護されているとは言えない。そのため銃座に鋼鉄製の防楯が付けられることもあるが、重量増加が機動性を損なうわりに限定的な防御力しか期待できないため一般的とは言えない。
テクニカルにはこのような脆弱さがあるため、攻撃目標となる敵の軽歩兵の持つ（携帯）火器よりも有効射程で優越する重火器を搭載することで、遠距離から一方的に攻撃する運用法が好まれる。ある種自走砲に近い火力支援車両として運用されることが多いと言える。とはいえ紛争地帯では火力支援車両が貴重であるため市街戦や陣地攻撃に駆り出されることも多く、近接戦闘に巻き込まれて撃破されるテクニカルは珍しくない。
民生車両は安価な上に燃費も良く、特別な訓練をしなくても普通免許を取得する程度の技能があれば運転できる。バッテリーは対空銃座を動かす程度の出力を十分に確保できる。車両に搭載された武器は、小口径のものであれば十分に反動が抑制され、射撃精度が高まる。このように、被弾を前提としなければ、テクニカルの性能自体は優れている。
先進国でも、治安維持や哨戒を任務とする部隊でテクニカルを使用する事があるが、そのような任務には生存性が高いMRAPのような装甲車が用意されるため、補助的な使用にとどまっている。
小型のものは、信頼性の高い日本製ないし日本メーカー製ピックアップトラックが人気があり、大型のものはアメリカ製フルサイズライトトラックがよく使われる。紛争地帯では一般に整備体制が貧弱なため、信頼性や部品の入手性が重視される傾向がある。一般に民生品として販売されているものの、中古車などを入手して現地改造の上、使用されるが、中国の自動車メーカーの中には初めからテクニカル用途向けに製造・販売を行うメーカーがあり、一定のシェアを確保しつつある。

## 構造
ピックアップトラックのような小型自動車の荷台に銃架を固定して、機関銃やロケット砲、迫撃砲、無反動砲、対空機関砲などを載せている。
多くはブローニングM2重機関銃や、ZU-23-2などを搭載して歩兵支援用途に改造される。射撃をしないときは、荷台に兵員を載せて移動することがあり、簡素なIFVとしても運用される。
ハンヴィーやVBL装甲車、軽装甲機動車のような軍用の装輪装甲車とは異なり、民間車を流用しているため、現地改造をしない限り防護機能は備わっていない。荷台で火器を操作する民兵・非正規兵の体は露出している事が多く、それは操縦士もほぼ同様であり、走行系であるエンジンや燃料タンク、タイヤなども被弾や爆発に耐える装甲化が施されていない。また、非装甲車両に武装を装備した車両であっても、それがジープやUAZ-469などのように元々軍用として設計された車両の場合はテクニカルとは呼ばれない。
近年では小銃弾を防護できるようにありあわせの鉄板を溶接して搭載した車両が多数目撃されている。当然ながら民生車両の積載量は限られているため、正面のみ、あるいはタイヤのみといった簡素なもので、本格的な防護というよりは乗員の士気向上を目的としていると思われる。

## 使用例

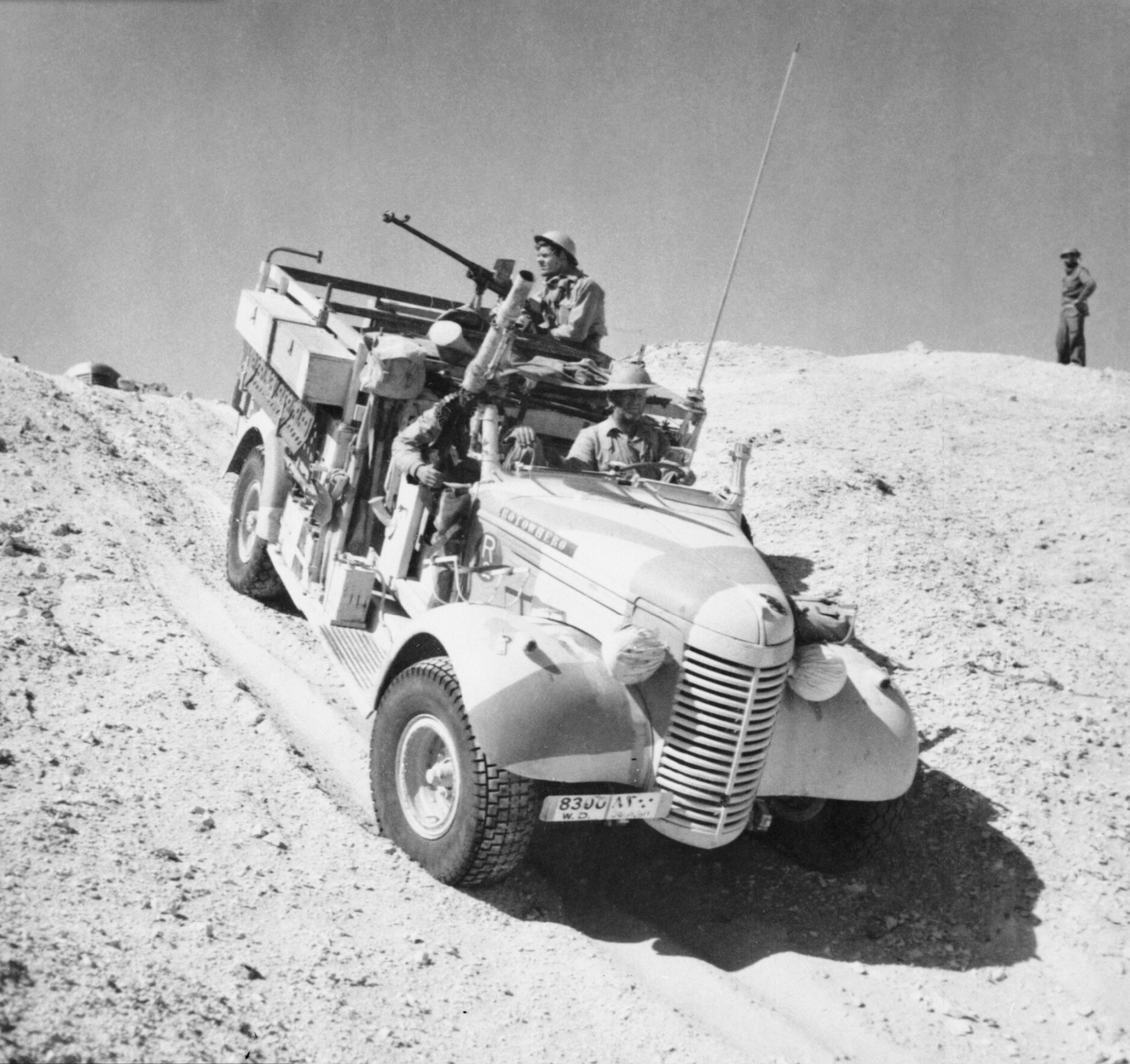
長距離砂漠挺身隊が使用していたシボレー製の武装トラック。助手席にルイス軽機関銃、後ろの乗員がボーイズ対戦車ライフルを受け持っている（1941年）。

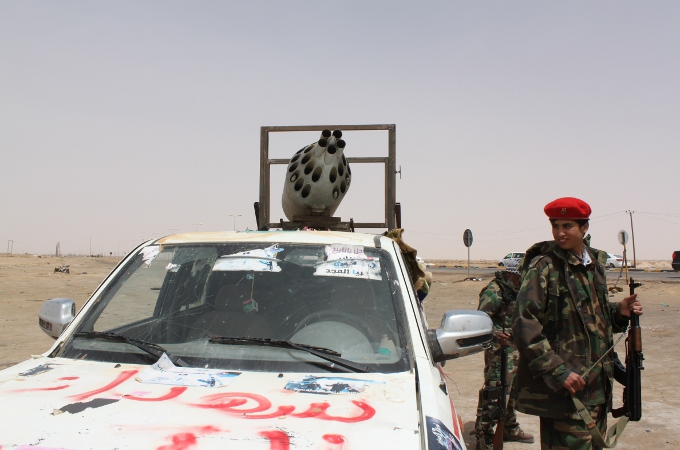
2011年リビア争乱にて、反カダフィ勢力が使用するテクニカル
S-5空対地ロケット弾ポッドを荷台に装備している

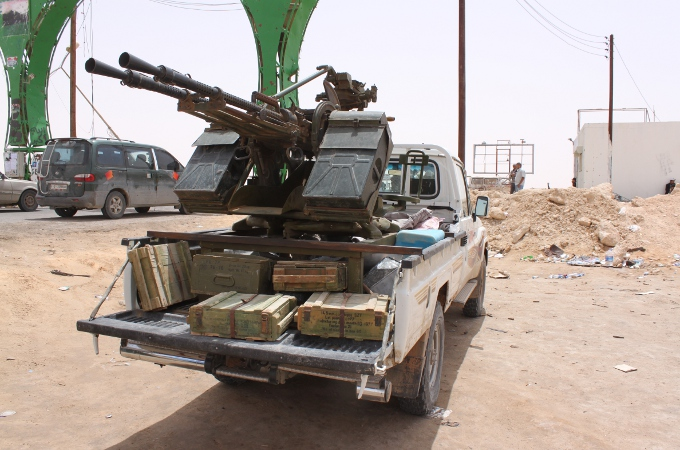
民間ピックアップトラックにZPU-2を搭載したテクニカル

機関銃を搭載した車両は、東ヨーロッパで初めて使用された。第二次世界大戦では、イギリスの長距離砂漠挺身隊が砂漠地帯での偵察・襲撃用として、ルイス機関銃などの武装と通信機を搭載したトラックを使用した。トラックには装甲は施されず、乗員はむき出しであった。
- 西サハラ
サハラ人民解放軍（ポリサリオ戦線）が、モーリタニア（1975年-1979年）とモロッコ（1975年-）との戦闘で使用。独立支持をしていたアルジェリアは、ランドローバーのテクニカルをゲリラに提供した。
- チャド内戦（トヨタ戦争）
1987年の内戦は、『タイム』が「Toyota War（トヨタ戦争）」の通称で呼んだ。この内戦で、チャド政府軍はトヨタ自動車製のピックアップトラックに機関砲や対戦車ミサイルを搭載して運用し、反政府軍を支援していたリビア軍のT-54やT-55、T-62を撃破するなど大きな戦果を挙げた。反政府側も、トヨタ・ハイラックスを兵員輸送車代わりに使用していた。敵を撃破し、華麗に走り去っていくピックアップトラックの後姿（テールゲート、あおり）に記された「TOYOTA」のロゴが、見る者の記憶に残り、「トヨタ戦争」と命名されるきっかけとなった[注 1]。
- ソマリア
1990年初めに発生したソマリア戦争、2006年から続いているソマリア内戦で利用。
- アフガニスタン
アフガニスタン紛争の際、ターリバーンとアメリカ陸軍特殊作戦コマンドが使用。
- イラク
イラク軍が、2003年に発生したイラク戦争で使用し、戦争終結後、イラク治安部隊と民間軍事会社が使用している。2016年頃にはISILによって多用されており、銃座を搭載したまま突撃するVBIEDとしてテクニカルが活用された。
- スーダン
ダルフール紛争でジャンジャウィード、スーダン解放軍が使用。
- チャド
2006年と2008年に起きた紛争で使用された。
- レバノン
1970年代に発生したレバノン内戦時代から現代に至るまで、様々な勢力が使用。
- リビア
2011年に発生した内戦で多数使用。ピックアップトラックに機関銃や対空機関砲、ロケット砲、航空機搭載兵装のロケット弾ポッド、無反動砲や対空ミサイル、対戦車ミサイルなどの各種兵器を搭載した車両が確認されている。ZPU-4/2/1 14.5 mm機関銃もしくはZU-23-2 23 mm連装機関砲を搭載した車両は、対空用途よりも対地攻撃用途に多用されている様子が現地からの映像で多数確認された。さらには、荷台に土台となる枠を組んでBMP-1の砲塔を搭載しているという車両も確認されている。トヨタ製のピックアップトラックが多数目撃されている。
- ウクライナ
2022年ロシアのウクライナ侵攻では、ロシア軍がドローンを投入してインフラ攻撃を盛んに行った。これらのドローンは比較的低速であったことから、ウクライナ軍はバンの後部を改造して重機関銃を搭載した対空型のテクニカルを投入した[5]。

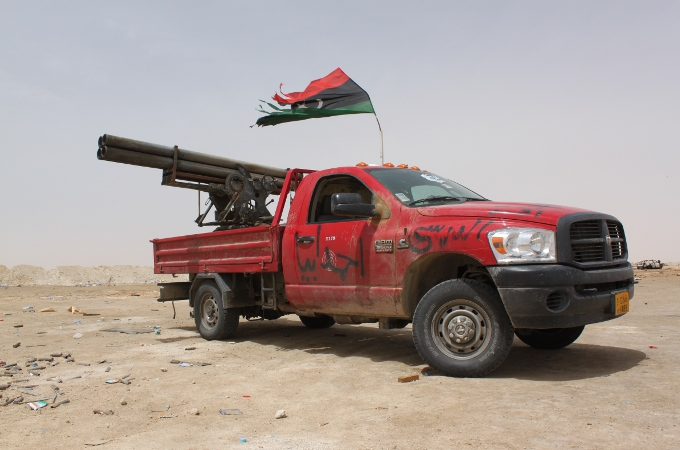
ロケット砲装備のテクニカル
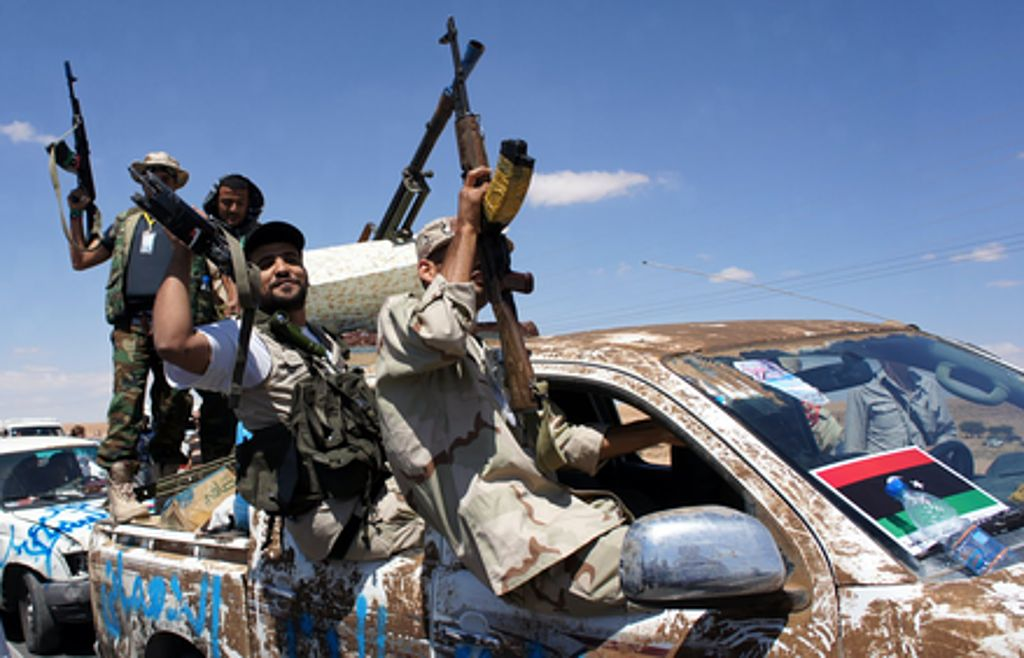
テクニカルに搭乗する民兵（リビア内戦）
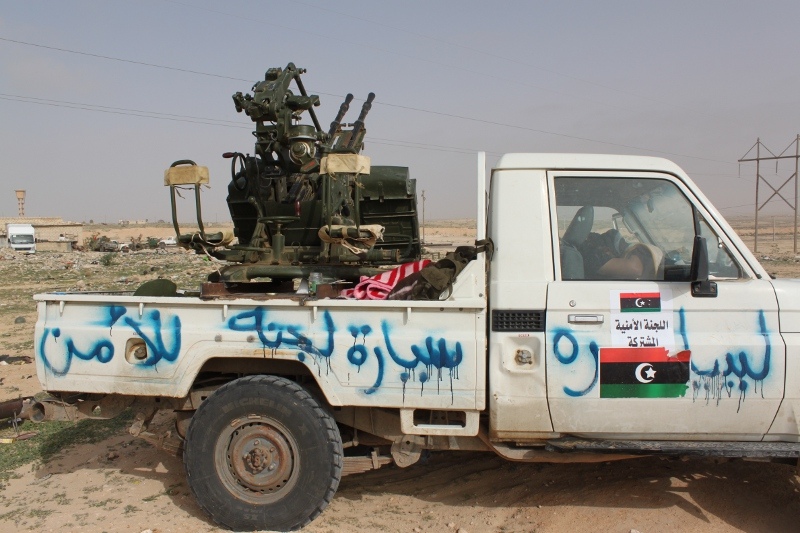
ZPU-2を搭載したテクニカル
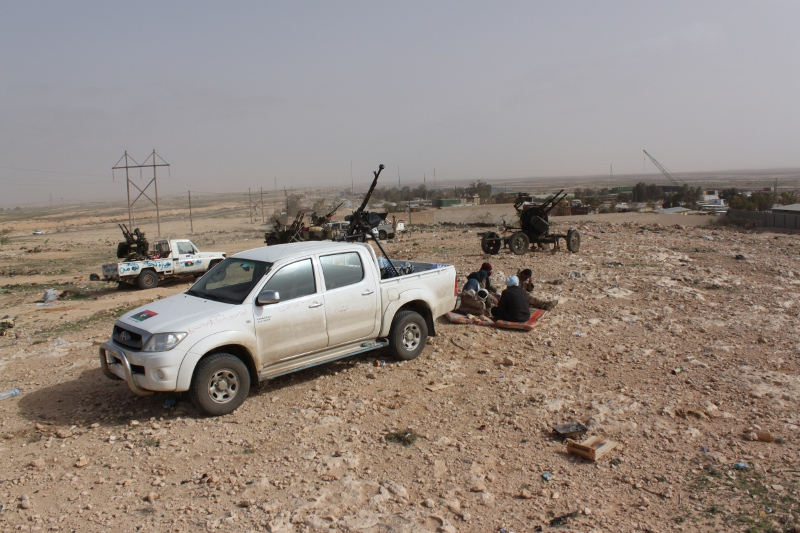
ピックアップトラックに機銃を搭載した車両
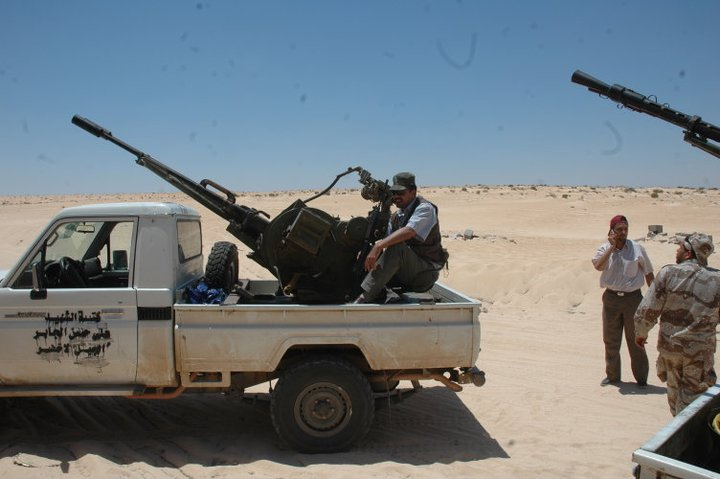
ZU-23-2を搭載したテクニカル